# Panj

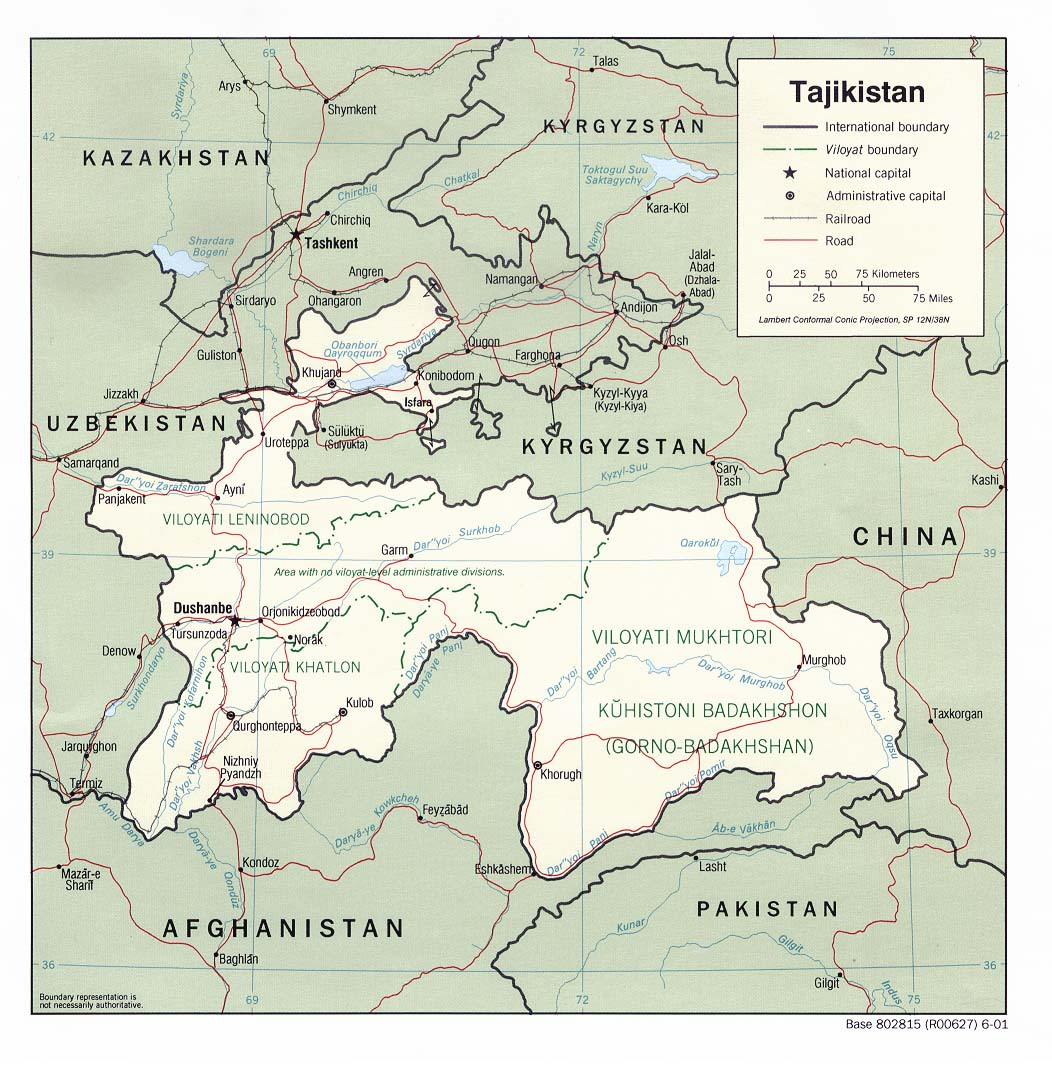
Il Panj costituisce buona parte della frontiera tra il Tagikistan e l’Afghanistan.

Il Pjandž, noto anche come Panj, è, insieme al Vakhsh, uno dei due rami sorgentiferi dell’Amu Darya, presso la frontiera tra l’Afghanistan e il Tagikistan. Fiume imponente di 1125 km di lunghezza, costituisce per un lungo tratto la frontiera tra i due paesi.
La parte inferiore del fiume Pjandž è stata riconosciuta sito Ramsar il 18 luglio 2001.

## Geografia
Il fiume ha inizio a livello della frontiera tra l’Afghanistan e il Tagikistan entro l’antica regione storica del Badakhshan. Nasce dall’unione di due fiumi, il Pamir e il Wakhan. Si dirige inizialmente verso nord, attraversando la catena dell’Hindu Kush, poi curva verso ovest, formando quindi il confine internazionale. Dopo aver attraversato la città di Choruǧ, capitale della regione autonoma del Gorno-Badakhshan tagiko, riceve da destra le acque del Bartang ingrossate dal Murghab. Prosegue il suo percorso verso sud-ovest e confluisce presto con il Vakhsh proveniente da nord (da destra), formando uno dei più importanti corsi d’acqua dell’Asia centrale, l’Amu Darya.
La superficie del bacino idrografico del Pjandž è di 113.500 km², dei quali 107.000 si trovano in territorio montuoso, e i restanti 6500 nella parte bassa del bacino.

## Affluenti
Il Pjandž riceve numerosi affluenti ricchi di acqua, tanto da destra che da sinistra. I principali provengono tutti da destra e scorrono in territorio tagiko:
- il Gunt;
- il Bartang, chiamato Murghab nel suo corso medio;
- lo Yazgulyam;
- il Vanj;
- il Kyzylsu;
- il Vakhsh.

Dal lato sinistro (quello afghano), l’unico affluente degno di nota è il Kokcha.

## Idrografia
Il regime del Pjandž è prettamente di tipo nivo-glaciale, con piene estive, vale a dire da giugno ad agosto, con un picco in luglio. Il fiume è, in effetti, alimentato essenzialmente dallo scioglimento di ghiacciai e nevai. Quanto al periodo di magra, si registra in inverno, da dicembre a febbraio, con un minimo in febbraio.

### Idrometria - La portata a Nijne Piandj
La portata del Pjandž è stata monitorata per 25 anni (1965-1989) a Nijne Piandj, piccola località tagika situata appena a valle della confluenza con il Kokcha afghano, e dunque poco prima della confluenza con il Vakhsh tagiko.